# Yukitaka Omi
Yukitaka Omi (n. 25 decembrie 1952) este un fost fotbalist japonez.

## Statistici
| Japonia | Japonia | Japonia |
| An      | Meciuri | Goluri  |
| ------- | ------- | ------- |
| 1978    | 1       | 0       |
| 1979    | 0       | 0       |
| 1980    | 5       | 0       |
| Total   | 6       | 0       |